# Разьны, Анна Юзефа
А́нна Юзе́фа Ра́зьны (пол. Anna Józefa Raźny, 2 февраля 1944 год, Батовице, Краковский повят, Малопольское воеводство, Польша) — польский учёный, русист, специалист по русской культурологи и политологии, директор Института России и Восточной Европы Ягеллонского университета. Член Польской академии наук.

## Биография
Родилась 2 февраля 1944 года в селе Батовице Краковского повята Малопольского воеводства. Окончила факультеты русской и польской филологии Ягеллонского университета. В 1976 году получила научную степень доктора наук за работу «Польская историческо-литературная русистика 1918—1939 годов». В этом же году была назначена адъюнктом в Институте русской филологии Ягеллонского университета.
С 1976 года является членом Славянской комиссии Польской академии наук.
С 1981 по 1988 год была членом Тайной Комиссии профсоюзного отделения «Солидарность» Ягеллонского университета. C 1986 года по 2002 год была членом международного общества Достоевского. В 1988 году получила звание хабилитированного доктора в области русской филологии за работу «Фёдор Достоевский — философия человека и проблема поэтики». С 1999 года работала профессором гуманитарных наук Ягеллонского университета. В 2000 году основала факультет международных и политических исследований Ягеллонского университета. С 2000 года была доцентом университета. С 2006 года была заведующей кафедрой современной русской культуры Ягеллонского университета.
С октября 2004 года проводит регулярные чтения-лекции в Высшей школе общественной культуры в Торуне. Входит в состав консультативного совета этого учебного заведения. С этого же времени является членом Отдела поддержки польской Радио Марии и регулярно выступает на польском телевизионном канале «Trwam», где выступает в качестве эксперта внешней политики современной России.
В 2014 году была уволена с преподавательской деятельности в Ягеллонском университете в связи с тем, что она подписала открытое письмо, обращённое к русскому народу и властям Российской Федерации. За это письмо подверглась травле в польских средствах массовой информации.
В настоящее время является директором Института России и Восточной Европы Ягеллонского университета.

## Научная деятельность
Занимается изучением русской литературы XIX и начала XX веков, отношениями русской интеллигенции к утопическим теориям и русской идее, а также исследованием влияния тоталитаризма в русской литературе. Исследует так называемую русскую «лагерную литературу».

## Политическая деятельность
В 1991 году выдвигалась в польский Сейм в списке Христианско-национального союза от Краковского воеводства. В конце 90-х годов XX столетия была связана с Движением возрождения Польши. Избиралась в 1997 году в польский Сейм. Получила третье место из девяти кандидатов. На парламентских выборах 2005 года неудачно баллотировалась в Сенат Польши в списке Лиги польских семей от Краковского округа. В 2007 году во время парламентских выборов была первой в списке Лиги польских семей от Торуньского округа.
С 25 октября 2008 года по 20 марта 2010 года была председателем Политического совета Лиги польских семей.
В мае 2014 года подписала открытое письмо к русскому народу и правительству Российской Федерации с просьбой защитить славянский мир и европейское христианство от духовной агрессии Евросоюза. Это письмо вызвало отрицательную реакцию в польских средствах массовой информации, в которых она была обвинена в предательстве Польши.

## Избранные сочинения
- Fiodor Dostojewski — filozofia człowieka a problemy poetyki, Kraków 1988
- Słowianie wschodni. Duchowość, mentalność, kultura (wraz z Danutą Piwowarską), Kraków 1997
- Literatura wobec zniewolenia totalitarnego. Warłama Szałamowa Świadectwo prawdy, Kraków 1999

## Награды
- Золотой Крест Заслуги в 2005 году[8];
- Кавалерский крест Ордена Возрождения Польши (2011).